# Kamerahus

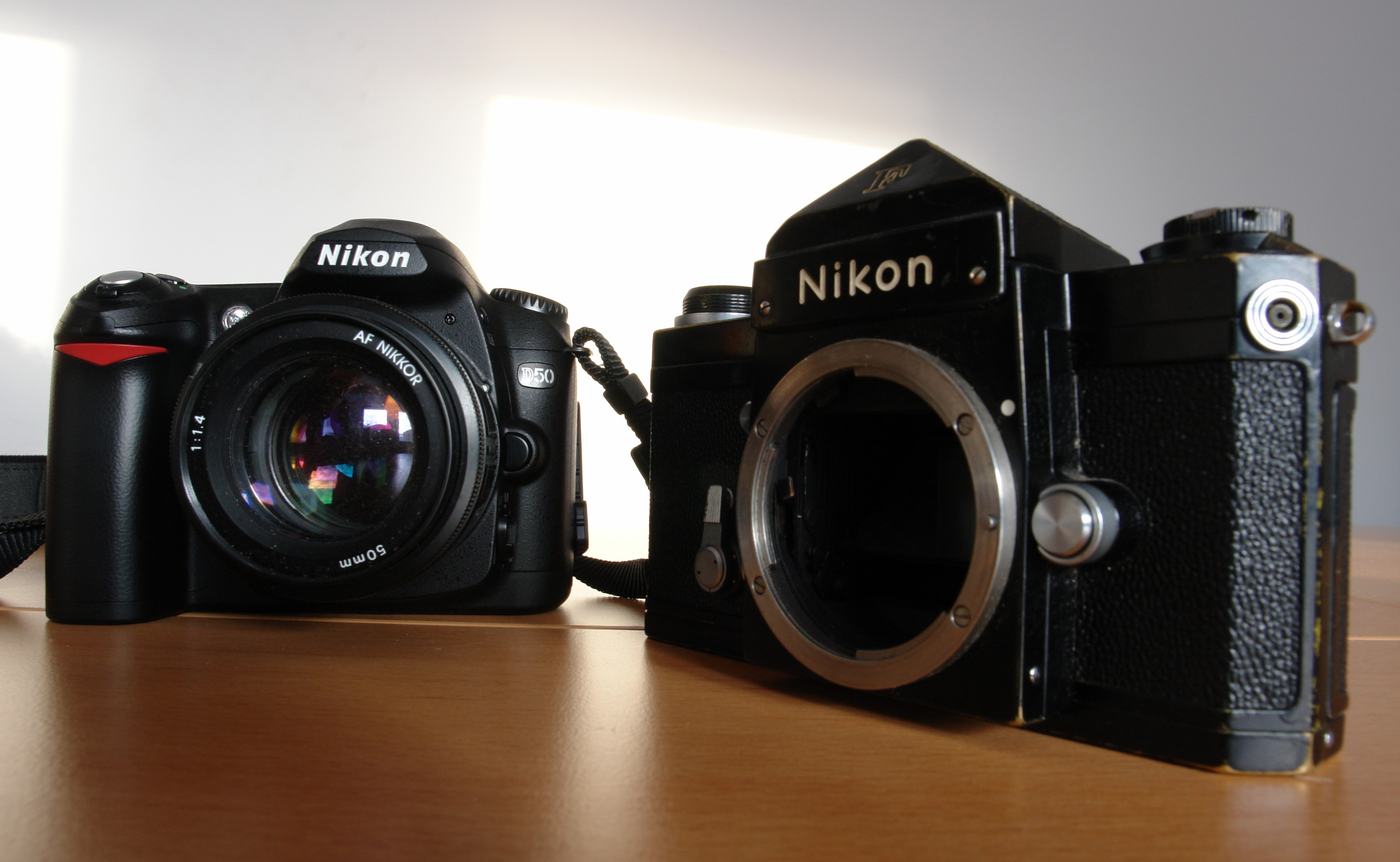
Ett äldre kamerahus till höger, och en nyare komplett systemkamera till vänster.

Kamerahus kallas den del av en kamera som innehåller den ljuskänsliga filmen i analoga kameror eller sensorn på digitala kameror. Kamerahuset är ofta en egen del på en systemkamera som bland annat kan kompletteras med ett objektiv. Kamerahuset måste vara ljustätt för att fylla sin funktion.